# Деспотова кула
Деспотова кула или Диздарева кула је грађевина у Београду, Србија, изграђена око 1405, недуго пошто је град постао престоница Српске деспотовине под деспотом Стефаном Лазаревићем.
Данас, у кули је седиште Астрономског друштва Руђер Бошковић и његове Народне опсерваторије. Опсерваторија поседује два инструмента: рефрактор Зајс (110/2200mm) и рефлектор Тал 200 К (200/2200mm), која се оба користе углавном за ноћна осматрања На торњу су такође постављена четири панорамска телескопа, помоћу којих се може посматрати панорама Београда.